# Allium altaicum
Allium altaicum (Цибуля алтайська) — багаторічна рослина з роду цибуля родини цибулевих. Трава з великим дудчастим листям і чисельними дрібними квітками, зібраними в характерні кулясті суцвіття. Степовий вид, поширений у Сибіру і Центральній Азії. Овочева, пряна, лікарська (вітамінна) і декоративна культура, медонос. Регіонально рідкісний вид, занесений до Червоного списку Міжнародного союзу охорони природи, Червоних книг Монголії та 7 адміністративних одиниць Росії.
Наукова назва в перекладі з латини означає «цибуля алтайська», вона надана рослині за географічним розташуванням її типових оселищ — Алтайськими горами.

## Опис

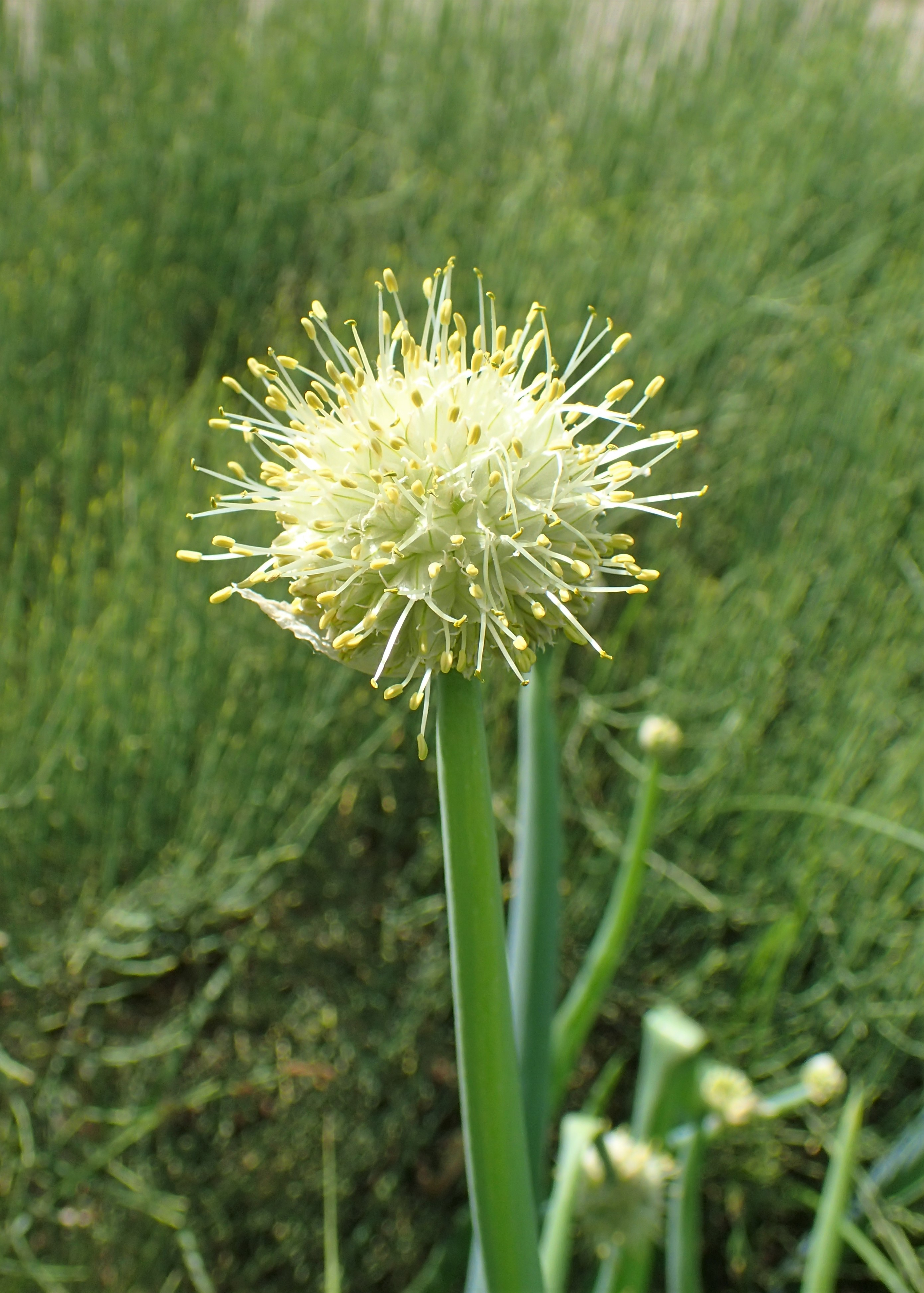
Розквітле суцвіття.

Багаторічна трав'яниста рослина заввишки 25—100 (115) см, полікарпик, гемікриптофіт. Підземні органи представлені коротким вертикальним або косим кореневищем, на якому сидять цибулини; у старих особин їх може бути до 10—15. Коренева система додаткова, корені розвиваються навесні і восени, відмирають через 2—3 роки. Цибулини завширшки 2—4 (6) см, видовжено-яйцеподібні, з цілісними, шкірястими, блискучими, червонувато-бурими оболонками. Стебла являють собою систему монокарпічних пагонів, що послідовно змінюють один одне. Пагони завтовшки (0,8) 2—3 см, нечисленні, прямовисні, циліндричні, тонкостінні, у нижній третині вкриті гладенькими піхвами листків, здуті посередині, світло-зелені з виразним сизим нальотом. Листків 2—4, вони удвічі коротші за стебла, завширшки 0,5—2 см, спрямовані вверх або стирчать косо, дудчасті, гостро-конічні, сизо-зеленого кольору.
Суцвіття — верхівкові, багатоквіткові, густі, голівчасті зонтики жовтувато-білого кольору, завширшки до 6 см. У середньому кожне суцвіття містить від 106 до 125 квіток. Покривало майже дорівнює розмірами зонтику, коротко-загострене, тонке, плівчасте, біле, залишається під час цвітіння. Квітконіжки без приквітків, майже однакові, товсті, вони можуть бути коротшими або у 1,5 рази довшими за оцвітину. Квітки правильні, двостатеві. Пелюстки завдовжки 6—9 мм, завширшки 2,8—4 мм, гострі або загострені, блискучі, жовтувато-білі, при цьому внутрішні пелюстки еліптичні, а зовнішні — видовжено-ланцетні, ледь коротші за внутрішні. Тичинкові нитки майже однакові за розміром і помітно виходять за межі оцвітини (удвічі довші за пелюстки), вони зрослі та цілісні. Пиляки жовті. Маточка яйцеподібна, з вузькими увігнутими нектарниками біля основи. Стовпчик виходить за межі оцвітини.
Плід — тригнізда коробочка, в 1,5 рази коротша за оцвітину. В кожному гнізді міститься по 2 насінини. Насінини великі, завдовжки 3,35—4,3 мм, неправильно-овальні, тригранні. Середня довжина ендосперму становить 2,71 мм, ширина — 1,85 мм. Вага 1000 насінин 1,6 г.
Слід зазначити, що цій рослині притаманна морфологічна мінливість: в різних популяціях спостерігають відхилення за розміром цибулин, довжиною квітконіжок і тичинкових ниток тощо. Зокрема, найбільш поширені дві форми: 1) «некущиста» — з коротким вертикальним кореневищем, великою цибулиною, одним пагоном і короткими здутими листками; 2) «кущиста» — з дрібною цибулиною, багатьма пагонами і довгими загостреними листками.
Число хромосом 2n = 16.

## Поширення
Ареал Allium altaicum осяжний. Він охоплює південні райони Сибіру і гірські системи Центральної Азії. На заході ця рослина трапляється до казахстанської (крайньої західної) частини Алтайських гір, у Джунгарському Алатау, Тарбагатаї, басейні Чикою. Далі на схід поширена в Забайкаллі, де звичайна на Яблоновому хребті, Вітімському плоскогір'ї, в басейнах річок Онон, Шилка, Аргунь аж до верхів'їв Амура включно. Крайній східний ексклав знаходиться поблизу села Ігнашине в Амурській області. Південний кордон ареалу пролягає через західні та північно-східні райони Монголії (Хентей, Хабгай, Хобдо, Монгольський і Гобійський Алтай) і Китаю (Джунгарія, Маньчжурія).
Цей вид цибулі належить до степової флори, однак віддає перевагу не звичайним рівнинним, а гірським степам. У великій кількості зростає у степах в низкогір'ї, на різнотравних луках в субальпійському та на остепнених в альпійському поясі, в петрофітних угрупованнях на кам'янистих схилах, скелястих берегах малих річок і струмків, на заплавних галечниках. Рідше трапляється у кедрово-модринових рідколіссях і на галявинах мішаних лісів. Висотний діапазон цього виду становить 600—2500 м над рівнем моря. За іншим джерелом, ця цибуля може зростати на висотах до 2700—3500 м. Рослини віддають перевагу схилам південної експозиції. Зазвичай Allium altaicum суцільних заростей не утворює, проте на щебенистих південних схилах може формувати піонерні угруповання.

## Екологія
Рослина світлолюбна, помірно посухостійка (мезофіт), дуже морозостійка: у стані спокою витримує морози до –55 °C, а молоде листя цього виду переносить весняні приморозки до –10 °C. Allium altaicum до якості ґрунту невибагливий, але віддає перевагу плодючим субстратам, багатим на кальцій. Не переносить задерніння.
Розмножується насінням і вегетативно, причому обидва способи характеризуються високою продуктивністю. Квітне у червні — на початку липня, на півдні цвітіння відбувається в липні — на початку серпня. Запилюється комахами: бджолами, метеликами тощо. Плодоносить у серпні — вересні. Насіння зав'язують 52—56 % квіток у суцвітті. Насіння розповсюджується шляхом автохорії. Молоді рослини вступають у стадію плодоношення на 2-й рік життя. Allium altaicum вирізняється відносно коротким вегетаційним періодом: листя цього виду жовкне вже під час плодоношення, при цьому не полягає відразу, а ще деякий час зберігає вертикальне положення. Повторне відростання листя відбувається лише в роки з дуже дощовим літом, коли період літнього спокою в рослин скорочується до 15—40 днів, а вегетація продовжується до жовтня.
Дикі травоїдні, такі як олені, не їдять цю цибулю. За спостереженнями у культурі вона по-різному реагує на присутність інших рослин: найкраще Allium altaicum розвивається поруч з трояндами, морквою, буряком, королицею; бобові рослини він пригнічує, а при сусідстві люцерни обидві рослини погано впливають одна на одну.

## Значення і статус виду

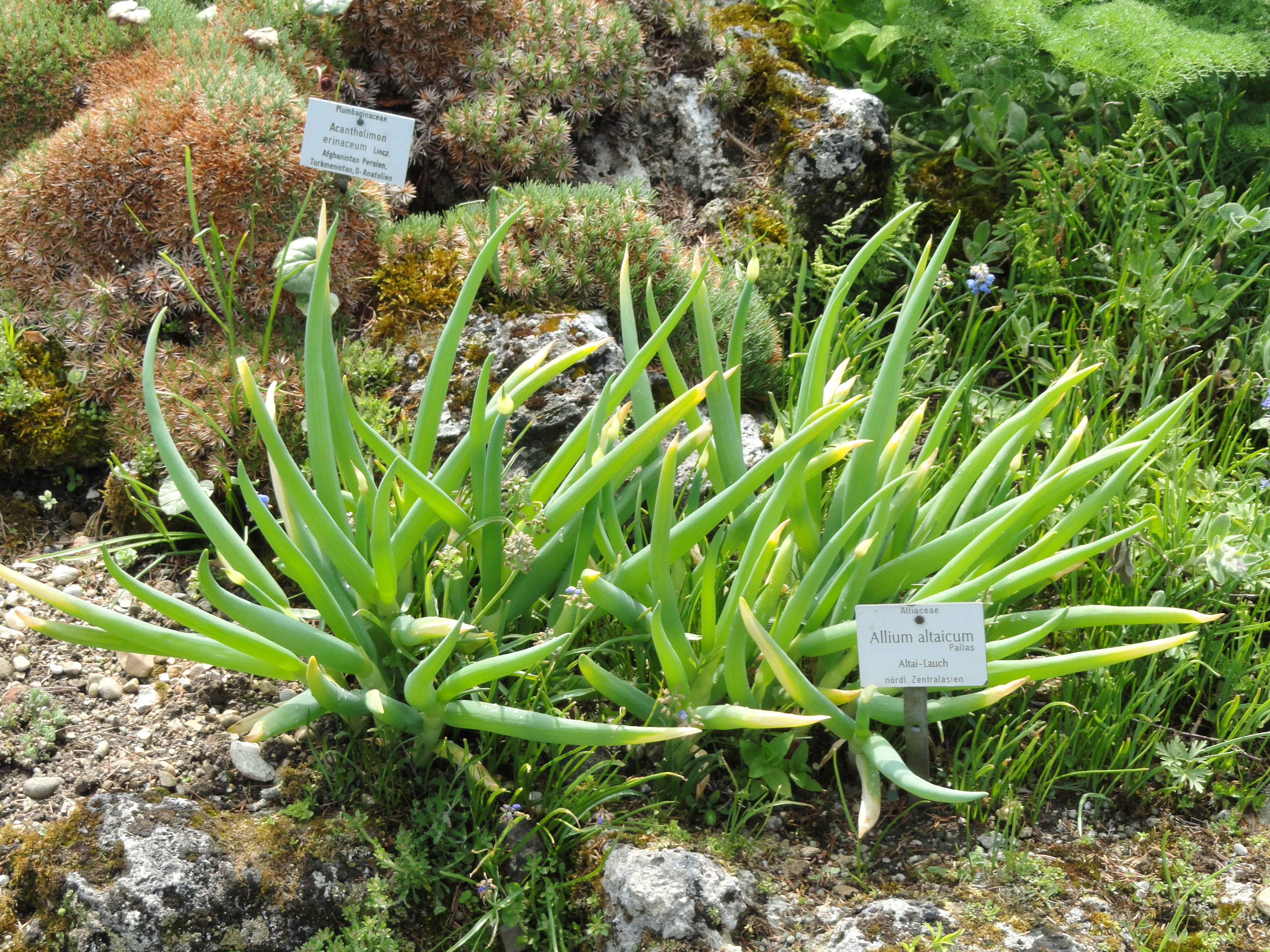
Куртини, утворені старими особинами «кущистої» форми в рокарії ботанічного саду Мюнхена.

Цей вид вважають диким пращуром культурної цибулі-татарки, з якою його поєднує спільна морфологія і біологія. Подібно до своєї культурної родички Allium altaicum вживають у їжу як овоч і гостру приправу. Їстівними можна вважати всі органи рослини, але частіше заготовляють листя (так зване перо), яке у цього виду особливо велике і соковите. Рідше практикують викопування всієї рослини з цибулинами включно. В порівнянні з культурними цибулями цей вид відносно менш гіркий. Між тим, Allium altaicum притаманні деякі корисні особливості, яких у цибулі-татарки немає. Це значна морозостійкість, стійкість до ураження борошнистою росою і шкідливими комахами. Зазначені якості надають цьому видові особливе значення у селекції зимуючих сортів цибулі. Allium altaicum добре переносить пересадку, а при введенні в культуру навіть змінює біометричні параметри: особини, вирощені на городі, більші, ніж їхні найближчі дикі пращури. До цінних агротехнічних якостей цієї рослини слід віднести високу насіннєву продуктивність, високий коефіцієнт вегетативного розмноження, здатність швидко відновлювати зелену масу після зрізання листя, ранній ріст (перші листки з'являються ще з-під снігу).
Оскільки квіти Allium altaicum охоче відвідують комахи, то він посідає помітне місце як медонос. Медоносні характеристики цього виду подібні до таких у сортової цибулі. Мед, зібраний з квіток Allium altaicum, жовтого кольору, непрозорий, спочатку має запах і присмак цибулі, а при дозріванні поступово звільняється від них.
У медицині цей вид застосовують подібно до інших видів цибулі переважно як вітамінний, рідше як м'який бактеріостатичний засіб, також відмічено що вживання Allium altaicum тонізує органи травлення, покращує кровообіг. При гіповітамінозах цю рослину вживають сирою у салатах, оскільки вона багата на вітамін C, який руйнується при нагріванні. Найвищий рівень вітаміну C відмічено під час бутонізації. Також відмічають, що зелень цього виду містить значно більше каротину, ніж перо цибулі городньої. Цибулини вживають як сирими, так і приготованими гарячим способом, квіти — тільки сирими як прикрасу для салатів.
Ще одним малознаним способом використання Allium altaicum є декоративне садівництво. Великий розмір, оригінальне здуте листя, і невеликі суцвіття-кульки гарно виглядають на тлі каміння, тому цей вид висаджують у рокаріях і на альпійських гірках. Він добре адаптується до нових кліматичних умов, зокрема, в Україні інтродукований на Буковині.
Попри те, що у культурі Allium altaicum успішно розмножується, вирощують його переважно в ботанічних садах, а в приватних колекціях ця рослина майже не представлена. З цієї причини експлуатація диких заростей набуває нищівного характеру. Хоча у малодоступних районах в центрі ареалу цей вид чисельний (що свідчить про його поширеність у фітоценозах), однак поблизу населених пунктів та, особливо, на кордонах ареалу популяції Allium altaicum виснажені, наприклад, єдина популяція в Амурській області налічує близько 30—50 особин. Крім зрізання листя і викопування рослин, другорядним чинником зниження чисельності виступає надмірне випасання худоби на високогірних пасовищах. Охороняють цей вид у всіх заповідниках Алтаю і Сибіру. Як уразливий вид Allium altaicum занесений до Червоного списку Міжнародного союзу охорони природи, Червоних книг Монголії та 7 адміністративних одиниць Росії.
Список природоохоронних документів, в які включено Allium altaicum:
| - Червоний список Міжнародного союзу охорони природи (2016); - Червона книга Монголії; - Червона книга Амурської області (2009); - Червона книга Алтайського краю (2016); | - Червона книга Іркутської області (2010); - Червона книга Забайкальського краю (2017); - Червона книга Республіки Алтай (2007); - Червона книга Республіки Бурятія (2013); - Червона книга Республіки Тива (2018); |

## Таксономія
Allium altaicum вперше описав видатний систематик, дослідник флори і фауни Сибіру Петер-Симон Паллас у 1773 році за зразками, зібраними на Алтаї, що знайшло відбиток у науковій назві виду. У XX столітті зазначений таксон описували як Allium microbulbum. Згідно з даними сайту The Plant List для цього виду зареєстровані наступні синоніми:
- Allium ceratophyllum Besser ex Schult. & Schult.f.;
- Allium microbulbum Prokh.;
- Allium sapidissimum R.Hedw.;
- Allium sapidissimum Pall. ex Schult. & Schult. f.[1].